# Судзиловская, Евгения Константиновна
Евге́ния Константи́новна Судзило́вская (по первому мужу — Трофиме́нко, по второму — Волы́нская) (1854 — ?) — русская революционерка-народница. Сестра Н. К. Русселя-Судзиловского.

## Биография
Родилась в 1854 году в Могилёвской губернии. Дворянка. Её отец был коллежским асессором и землевладельцем. Владел имением Фастово в Мстиславском уезде (Могилёвская губерния).
В 1870 году она закончила Могилёвскую гимназию и поступила в Калинкинский родовспомогательный институт в Петербурге. По неизвестной причине курсы так и не окончила. После этого уехала в Цюрих. В Цюрихе она познакомилась с Ф. Лермонтовым. В 1873 году вернулась и жила в Петербурге. Здесь в Петербурге стала членом кружка (бакунинский), который возглавлял Ф. Лермонтов.
Вскоре уехала в село Степановка (Городищенский уезд, Пензенская губерния) для пропаганды идей народовольцев среди крестьян. Контактировала с пензенским революционным кружком.
19 августа 1874 года была арестована в связи с делом пензенского революционного кружка. Почти год (23.02.1875 — 8.01.1876) содержалась в Петропавловской крепости. Затем переведена в Дом предварительного заключения. Предана суду вместе с другими народовольцами на Процессе ста девяноста трёх. Во время процесса, более года (5.10.1876 — 11.10.1877) находилась в Петропавловской крепости. а затем переведена была снова в Дом предварительного заключения. Приговором суда 23 января 1878 года признана невиновною.
После оправдания уехала в имение отца. Находилась в начале под гласным, а потом негласным надзором полиции. В декабре 1878 года вышла замуж за А. А. Трофименко, который являлся врачом 1-го киевского военного госпиталя. После замужества получила разрешение жить в Киеве у мужа. Уехала вместе с мужем в Трубчевской уезд (Орловская губерния), когда её муж получил там в марте 1879 года место земского врача. После смерти мужа в этом же году снова вернулась в имение отца. От надзора полиции была освобождена 26 октября 1892 года.
Всё это время работала в воскресных школах. После 1905 года стала работать в политическом «Красном Кресте». Вышла второй раз замуж за Волынского.
В 1930 году стала пенсионеркой Всесоюзного Общества политкаторжан.